# Матей, Сорин
Сорин Матей (рум. Sorin Matei; род. 8 июля 1963, Бухарест) — румынский легкоатлет, специалист по прыжкам в высоту. Выступал за сборную Румынии по лёгкой атлетике в 1980—1995 годах, обладатель бронзовой медали Игр доброй воли в Москве, серебряный и бронзовый призёр чемпионатов Европы в помещении, бронзовый призёр Универсиады, действующий рекордсмен страны, участник трёх летних Олимпийских игр. Десятикратный чемпион Румынии и шестнадцатикратный рекордсмен Румынии. Мастер спорта Румынии (1980), заслуженный мастер спорта Румынии (1992).

## Биография
Сорин Матей родился 8 июля 1963 года в Бухаресте, Румыния. Занимался лёгкой атлетикой с 12 лет в спортивных школах «190» (рум. CSŞ 190) (1976—1978), «№ 2» (рум. CSȘ nr 2 București) (1979—1982), «Динамо» (1983—1984) и «Университатя» Крайова (1985—1995), тренеры — Йоан Виеру (1976—1977), Георге Тешу (1978—1979), Элисабета Стэнеску (1980—1983) и Николае Мэрэшеску (1984—1995). В 1992 году окончил Национальную академию физического воспитания и спорта в Бухаресте.
Впервые заявил о себе на международном уровне в сезоне 1980 года, когда вошёл в состав румынской сборной и благодаря череде удачных выступлений удостоился права защищать честь страны на летних Олимпийских играх в Москве — в финале прыжков в высоту показал результат 2,18 метра, расположившись в итоговом протоколе соревнований на 13-й строке.
В 1981 году стал пятым на юниорском европейском первенстве в Утрехте и шестнадцаты на летней Универсиаде в Бухаресте.
На чемпионате Европы 1982 года в Афинах с результатом 2,15 в финал не вышел.
В 1983 году на впервые проводившемся чемпионате мира по лёгкой атлетике в Хельсинки занял в прыжках в высоту 17-е место.
В 1984 году показал 11-й результат на чемпионате Европы в помещении в Гётеборге.
В 1986 году был пятым на чемпионате Европы в помещении в Мадриде, завоевал бронзовую награду на впервые проводившихся Играх доброй воли в Москве, занял 14-е место на чемпионате Европы в Штутгарте.
В 1987 году стал пятым на чемпионате мира в помещении в Индианаполисе, третьим на Универсиаде в Загребе, шестым на чемпионате мира в Риме.
В 1988 году взял бронзу на чемпионате Европы в помещении в Будапеште, тогда как на Олимпийских играх в Сеуле с результатом 2,19 не смог преодолеть предварительный квалификационный этап.
На чемпионате Европы в помещении 1989 года в Гааге был пятым.
В июне 1990 года на соревнованиях в Братиславе показал лучший результат мирового сезона и установил ныне действующий национальный рекорд Румынии в прыжках в высоту на открытом стадионе — 2,40 метра. Помимо этого, стартовал на чемпионате Европы в помещении в Глазго, где провалил все свои попытки, и на Играх доброй воли в Сиэтле, где стал четвёртым.
В 1991 году стал шестым на чемпионате мира в помещении в Севилье, в то время как на чемпионате мира в Токио в финал не вышел.
В 1992 году получил серебро на чемпионате Европы в помещении в Генуе, уступив только шведу Патрику Шёбергу. На Олимпийских играх в Барселоне занял 13-е место.
В 1993 году на чемпионате мира в помещении в Торонто был девятым.
На чемпионате Европы 1994 года в Хельсинки не смог преодолеть предварительный квалификационный этап.
В 1995 году отметился выступлением на чемпионате мира в Гётеборге, где так же в финал не вышел.
Работал тренером (1997), а затем вице-президентом (1998—2003) и генеральным директором (2004—2007) клуба «Университатя» Крайова.
С 2007 по 2013 год возглавлял Федерацию лёгкой атлетики Румынии.
Награждён Национальным орденом «За заслуги» (2000) и медалью «За спортивные заслуги» 1 степени (2004).